# قلعه قنبر (کلیبر)
بقایای قلعه قنبر مربوط به هزاره اول قبل از میلاد است و در شهرستان کلیبر، بخش مرکزی، روستای گلدرق واقع شده و این اثر در تاریخ ۱۸ خرداد ۱۳۸۴ با شمارهٔ ثبت ۱۱۸۹۹ به‌عنوان یکی از آثار ملی ایران به ثبت رسیده است.